# Spindelapor
Spindelapor (Ateles) är ett släkte i familjen Atelidae som tillhör ordningen primater. Det vetenskapliga namnet är bildat av det grekiska ordet atel (ofullständig). Det syftar på arternas korta tummar.

## Utbredning
Individer i detta släkte lever från östra Mexiko till Bolivia och mellersta Brasilien.

## Utseende
Deras päls är kort och varierar i färgen från gulgrå över brun till svart beroende på art och ålder. Buken är oftast ljusare eller vitaktig. Svansen är med 51 till 89 cm längre än kroppen och används som gripverktyg. Spindelapor har långa extremiteter och deras tumme förekommer bara rudimentärt. Kroppen är mellan 38 och 63 cm lång och vikten uppgår till 8 kg hos individer i fångenskap. Att skilja hannar från honor är inte lätt på grund av att de yttre könsorganen har liknande utseende.

## Levnadssätt
Spindelapor är aktiva under dagen och klättrar genom regnskogar eller skogar i bergiga trakter. De har god förmåga att hänga en längre tid med bara en hand eller en fot. De letar efter föda huvudsakligen på morgnar.
Djur i denna familj lever i grupper med upp till 100 individer men flockar med 2 till 30 individer är vanligare. Dessa grupper delar sig vid letandet efter födan och återförenar sig för att försvara sitt territorium. Kommunikationen mellan olika delar av gruppen sker genom höga ljud som utstöts av hannarna. Den sociala sammanhållningen i gruppen förstärks genom ansiktsmimik och pälsvård.

## Föda
Spindelapor är allätare som tar frukter, nötter, frön och blad samt insekter, spindlar och fågelägg.

## Fortplantning
Honan föder bara vartannat eller vart fjärde år ett ungdjur. Dräktigheten varar ungefär 200 till 230 dagar. När ungdjuret är 12 till 15 månader gammalt slutar honan att ge di, i sällsynta fall redan efter 10 veckor. Ungdjuret blir efter ungefär fyra (honor) till fem (hannar) år könsmoget. En individ i en djurpark blev 48 år gammal. Man uppskattar att spindelapor i naturen inte blir så gamla. Fortplantningen sker under alla årstider.

## Hot
Såsom andra primater i samma familj blev spindelaporna jagade av Amerikas ursprungsbefolkning. Idag är förstörelsen av deras levnadsområde ett större hot. A. fusciceps och A. hybridus listas av IUCN som akut hotade (critically endangered), A. paniscus listas som sårbar (vulnerable) och de andra fyra arterna som starkt hotade (endangered).

## Arter
Släktet utgörs enligt Wilson & Reeder (2005) av sju arter:
- Långhårig spindelapa, (Ateles belzebuth) kännetecknas av en påfallande gulbrun trekant på pannan. Den lever i Colombia, Venezuela, Ecuador och nordvästra Brasilien. IUCN listar arten som hotad.
- Ateles chamek har en svart päls och ett mörkrött ansikte. Den lever i Peru, Bolivia och västra Brasilien.
- Brunhuvad spindelapa (Ateles fusciceps) har en mörk pälsfärg och ett brunt eller svart huvud. Den lever i Panama och Colombia.
- Röd spindelapa (Ateles geoffroyi) har en gulbrun eller rödaktig päls. Den förekommer från södra Mexiko till norra Colombia.
- Ateles hybridus förekommer i ett mindre område i Colombia och Venezuela. Denna art räknas som akut hotad.
- Ateles marginatus finns bara i Brasilien. Den är listad som hotad.
- Svart spindelapa (Ateles paniscus) har ett påfallande rött ansikte och en svart päls. Arten lever i norra Sydamerika och i den sänka som bildas av Amazonfloden.